# Бреансон
Бреансон (фр. Bréançon) је насељено место у Француској у региону Париски регион, у департману Долина Оазе.
По подацима из 2011. године у општини је живело 362 становника, а густина насељености је износила 34,12 становника/km².

## Демографија
| 1962. | 1968. | 1975. | 1982. | 1990. | 2011. |
| ----- | ----- | ----- | ----- | ----- | ----- |
| 231   | 213   | 210   | 257   | 311   | 362   |